# Galina Mal'čugina
Galina Vjačeslavovna Mal'čugina (in russo Галина Вячеславовна Мальчугина?; Brjansk, 17 dicembre 1962) è un'ex velocista russa, fino al 1991 sovietica, campionessa mondiale della staffetta 4×100 metri a Stoccarda 1993.

## Record nazionali

### Seniores
- Staffetta 4×100 metri: 41"49 ( Stoccarda, 22 agosto 1993) (Ol'ga Bogoslovskaja, Galina Mal'čugina, Natal'ja Pomoščnikova-Voronova, Irina Privalova)

## Palmarès
| Anno                                      | Manifestazione  | Sede       | Evento      | Risultato | Prestazione | Note             |
| ----------------------------------------- | --------------- | ---------- | ----------- | --------- | ----------- | ---------------- |
| In rappresentanza dell' Unione Sovietica  |                 |            |             |           |             |                  |
| 1988                                      | Europei indoor  | Budapest   | 200 metri   | 6ª        | 23"42       |                  |
| 1988                                      | Giochi olimpici | Seul       | 200 metri   | 8ª        | 22"42       |                  |
| 1988                                      | Giochi olimpici | Seul       | 4×100 metri | Bronzo    | 42"75       |                  |
| 1989                                      | Universiade     | Duisburg   | 200 metri   | Oro       | 22"70       |                  |
| 1990                                      | Europei indoor  | Glasgow    | 200 metri   | Bronzo    | 23"04       |                  |
| 1990                                      | Europei         | Spalato    | 200 metri   | Bronzo    | 22"23       |                  |
| 1991                                      | Mondiali indoor | Siviglia   | 200 metri   | 5ª        | 23"20       |                  |
| 1991                                      | Mondiali        | Tokyo      | 200 metri   | 5ª        | 22"66       |                  |
| 1991                                      | Mondiali        | Tokyo      | 4×100 metri | Argento   | 42"20       |                  |
| In rappresentanza della Squadra Unificata |                 |            |             |           |             |                  |
| 1992                                      | Giochi olimpici | Barcellona | 200 metri   | 8ª        | 22"63       |                  |
| 1992                                      | Giochi olimpici | Barcellona | 4×100 metri | Argento   | 42"16       |                  |
| In rappresentanza della Russia            |                 |            |             |           |             |                  |
| 1993                                      | Mondiali        | Stoccarda  | 200 metri   | 7ª        | 22"50       |                  |
| 1993                                      | Mondiali        | Stoccarda  | 4×100 metri | Oro       | 41"49       | Record nazionale |
| 1994                                      | Europei indoor  | Parigi     | 200 metri   | Oro       | 22"41       |                  |
| 1994                                      | Europei         | Helsinki   | 200 metri   | Bronzo    | 22"90       |                  |
| 1994                                      | Europei         | Helsinki   | 4×100 metri | Argento   | 42"96       |                  |
| 1995                                      | Mondiali        | Göteborg   | 200 metri   | Bronzo    | 22"37       |                  |
| 1996                                      | Giochi olimpici | Atlanta    | 200 metri   | 5ª        | 22"45       |                  |
| 1996                                      | Giochi olimpici | Atlanta    | 4×100 metri | 4ª        | 42"27       |                  |
| 1998                                      | Europei         | Budapest   | 4×100 metri | Bronzo    | 42"73       |                  |

## Altre competizioni internazionali
1995
- Coppa Europa di atletica leggera ( Villeneuve d'Ascq)

1997
- Coppa Europa di atletica leggera ( Monaco di Baviera)

1998
- Coppa Europa di atletica leggera ( San Pietroburgo)